# Beta de l'Au del Paradís
Beta de l'Au del Paradís (β Apodis) és un sistema estel·lar en la constel·lació de l'Au del Paradís. És a aproximadament 158 anys llum de la Terra. El component primari, β de l'Au del Paradís A, és una gegant taronja tipus K amb una magnitud aparent de +4.23. És una possible companya de la β de l'Au del Paradís B, 51.4 a arcsegons d'aquesta.

## Components
| NOM                       | Ascensió recta | Declinació  | Magnitud aparent (V) | Referències de la base de dades |
| ------------------------- | -------------- | ----------- | -------------------- | ------------------------------- |
| β Apodis B (CPD-77 1221B) | 16h 43m 23.9s  | -77° 30' 28 | 12                   | Simbad                          |